# Pfarrstuhl

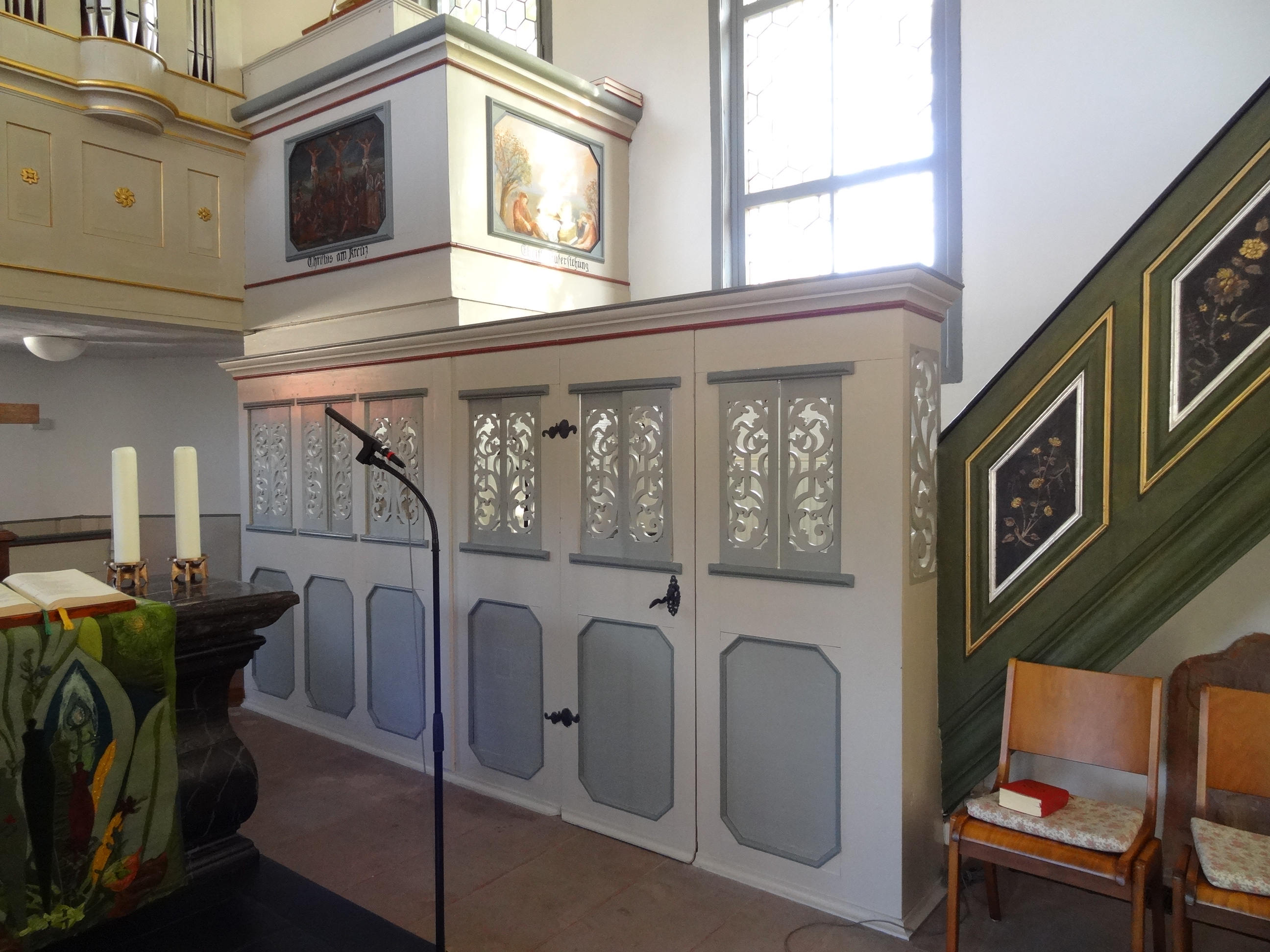
Pfarrstuhl und Kanzelaufgang in der ev. Kirche Ebersgöns

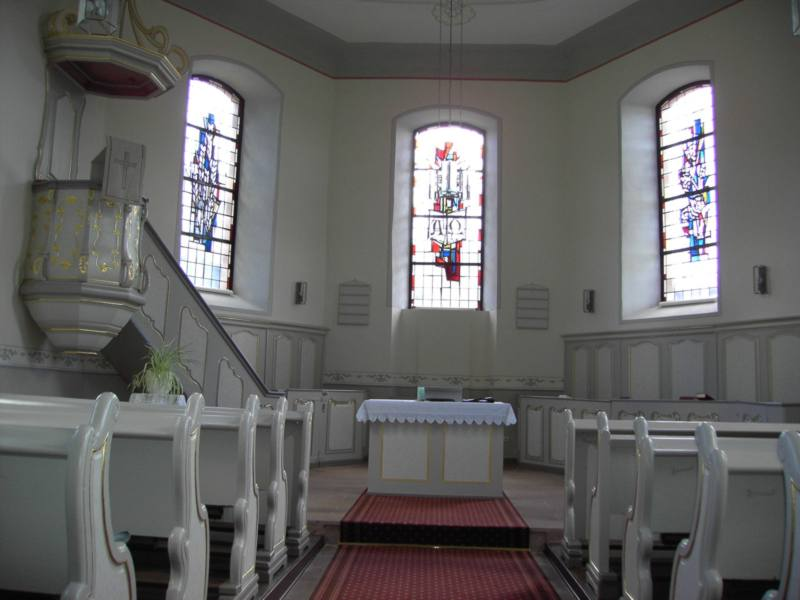
Pfarr- und Presbytergestühl in der ev. Kirche Womrath

Der Pfarrstuhl ist der Sitz- und Vorbereitungsplatz des Pfarrers und oft auch seiner Familie im Chorraum von evangelischen Kirchen.

## Beschreibung und Funktion
In den evangelischen, insbesondere in den reformierten Kirchen gehörte der Pfarrer in die Gemeinde. Er zog nicht zu Beginn seiner Amtshandlung aus der Sakristei in die Kirche, sondern saß wie auch die Presbyter im Chorraum der Kirche auf einer separaten Bank, meist gegenüber den Kirchenältesten. 
Der Pfarrstuhl war dabei meist etwas separiert durch einen hölzernen nach oben offenen Umbau, der durch durchbrochene Holzfenster die Verbindung zur Gemeinde möglich macht. Der so entstandene Raum diente dem Pfarrer auch zur Einkleidung mit seinem Talar und zur besinnlichen Vorbereitung auf Gottesdienst und Predigt.
In Evangelisch-lutherischen Kirchen wurde der Pfarrstuhl oft auch zur Beichte benutzt. Es gibt auch niedrigere, offenere Pfarrstühle. Vom Pfarrstuhl aus gelangt der Prediger oft über eine Treppe zur Kanzel.

## Begründung
Aus dem separaten Gestühl für Pfarrer und Presbyter ergab sich ein mehrfaches Gegenüber: Der Prediger verkündigt Gottes Wort Gemeinde und Presbyterium. Das Presbyterium wacht zugleich über die rechte Verkündigung wie über die Zucht in der Gemeinde. Begründet ist dies vor allem in der Theologie Johannes Calvins sowie in der Theologie reformierter Bekenntnisschriften. In ihnen werden verschiedene Ämter in der Kirche beschrieben. Darin kommt dem Presbyteramt das des Wächters zu. „In Ausübung ihrer geistlichen Jurisdiktion tragen die Ältesten Sorge für die Ordnung der Kirche. […] In erster Linie [hat dieses Amt] für die Schrift- und Stiftungsgemäßheit der Wortverkündigung und Sakramentsverwaltung Sorge zu tragen […] Und dasselbe Amt hat die Aufgabe […] auch die Unwürdigkeit, d. h. die ethische Disqualifikation des diesen Dienst ausübenden Pastors zu unterbinden“.

## Entwicklungen
Auch heute noch werden Pfarrstühle in ihrer traditionellen reformierten Tradition genutzt, so in Womrath, Sargenroth oder Mengerschied.
Bei Renovierungen in neuerer Zeit werden oft Pfarrstühle und hochgebaute Kanzeln entfernt. Der Pfarrer sitzt vorne in der Gemeinde und die Predigt wird von einem Lesepult aus gehalten.